# Megachile funeraria
Megachile funeraria är en biart som beskrevs av Smith 1863. Megachile funeraria ingår i släktet tapetserarbin, och familjen buksamlarbin. Inga underarter finns listade i Catalogue of Life.